# You Can't Fool Your Wife (film 1923)
You Can't Fool Your Wife è un film muto del 1923 diretto da George Melford su un soggetto e sceneggiatura di Waldemar Young. Di genere drammatico, il film - attualmente considerato perduto - aveva come interpreti Leatrice Joy, Nita Naldi, Lewis Stone, Pauline Garon, Paul McAllister.

## Trama
Garth McBride, ricco agente di cambio, e sua moglie Edith accettano l'invito di alcuni amici in Florida. Garth, che si mette a flirtare con Ardrita Saneck, moglie di un celebre chirurgo, la porta a fare un giro in aereo a Nassau dove i due, che al ritorno perdono l'ultimo aereo, restano insieme tutta la notte. Edith, rimasta sola, riparte per New York, dove trova lavoro come infermiera. Qualche tempo dopo, nell'ospedale dove adesso lavora Edith, giunge Garth come paziente, dopo essere stato ferito da un suo concorrente in affari. Saneck, il medico che lo prende in cura, sa che si tratta dell'amante della moglie ma ignora che sia anche il marito della sua infermiera. Dopo averlo salvato, le due coppie hanno tra di loro una spiegazione che porta a una riconciliazione.

## Produzione
Il film fu prodotto dalla Famous Players-Lasky Corporation

## Distribuzione
Il copyright del film, richiesto dalla Famous Players-Lasky Corp., fu registrato il 14 aprile 1923 con il numero LP18888.
Distribuito negli Stati Uniti dalla Paramount Pictures e presentato da Jesse L. Lasky, uscì nelle sale cinematografiche il 29 aprile 1923 dopo essere stato presentato in prima a New York intorno al 22 aprile.
Non si conoscono copie ancora esistenti della pellicola che viene considerata presumibilmente perduta.